# De Rosa
De Rosa (abreviado De Rosa) es un libro con ilustraciones y descripciones botánicas que fue escrito por el médico y naturalista francés Johann Hermann y publicado en Estrasburgo en el año 1762, cuando fue presentado como tesis doctoral en la Universidad de Estrasburgo con el nombre de Q.D.B.V. Dissertatio inauguralis botanico-medica De Rosa, quam auspice deo, consentiente gratiose facultate medica pro licentia gradum, honores atque privilegia doctoralia rite consequendi die veneris xxii octobris mdcclxii. Solemni eruditorum examini subjicit argentoratensis. h.l.q.c. Argentorati.